# Diphyus fossorius
Diphyus fossorius är en stekelart som först beskrevs av Carl von Linné 1758.  Diphyus fossorius ingår i släktet Diphyus och familjen brokparasitsteklar. Arten är reproducerande i Sverige. Inga underarter finns listade i Catalogue of Life.